# Parti fűz
A parti fűz (Salix elaeagnos) a fűzfafélék (Salicaceae) családjába tartozó növényfaj. Magyarországon védett.

## Élőhelye
Mészkedvelő faj, folyóhordalékon, zátonyokon hordalékcserjést alkot.

## Leírása
Terebélyes, 2–3 m magasra növő cserje, vékony, hajlékony, szőrös hajtásokkal.
Levelei szálasak vagy szálas-lándzsásak, 5–10 cm hosszúak, 3–6 mm szélesek, felül sötétzöldek, fényesek, fonákukon szürkén nemezesek, a hajtásokon sűrűn állók.
A levélszél behajló. A levélfonák erezete nem vagy alig látszik.
Nyúlánk kissé hajlott barkái 2–3 cm hosszúak, a lombfakadással egy időben (március-május) jelennek meg.
A porzó kétágú, a bibe kéthasábú.
Egyedülállóan keskeny levelű faj, díszcserjeként is ültetik.
Hozzá legjobban a kosárkötő fűz (S. viminalis) hasonlít, de ennek levelei 10–20 cm hosszúak, szélesebbek, a hajtásokon ritkán állók, a levélfonák erezete jól látható, kiálló.

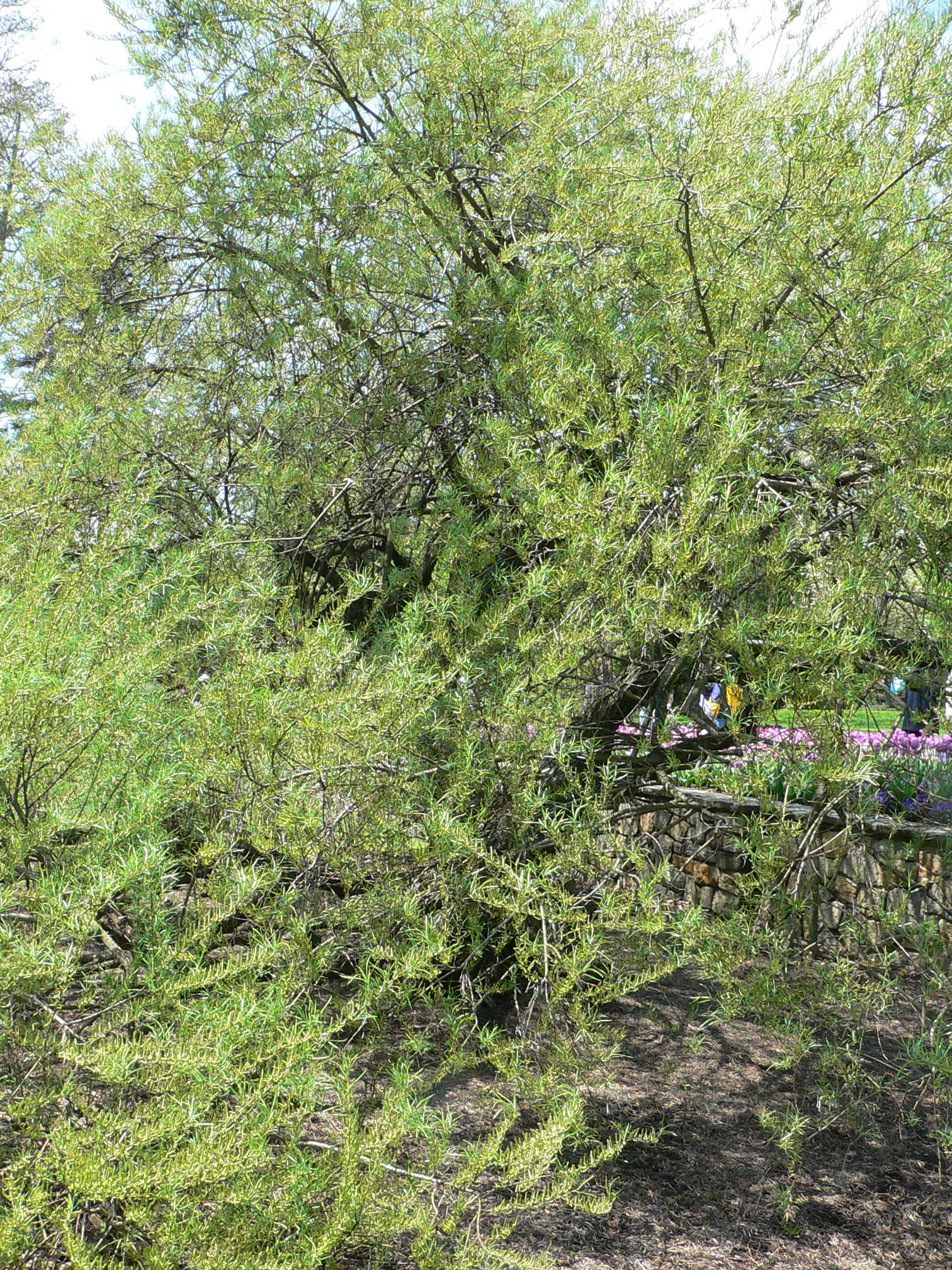
Habitusa
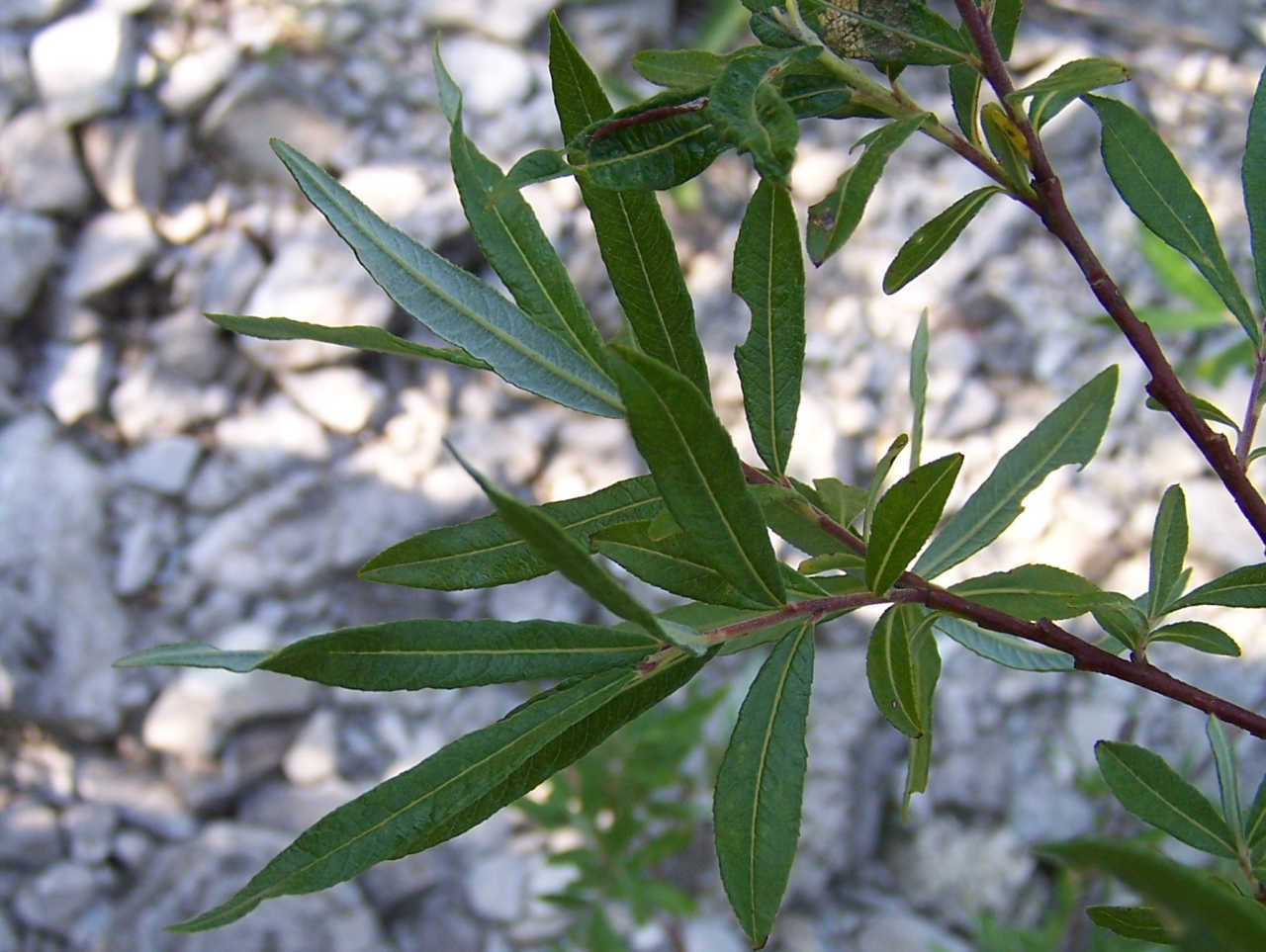
Levelei
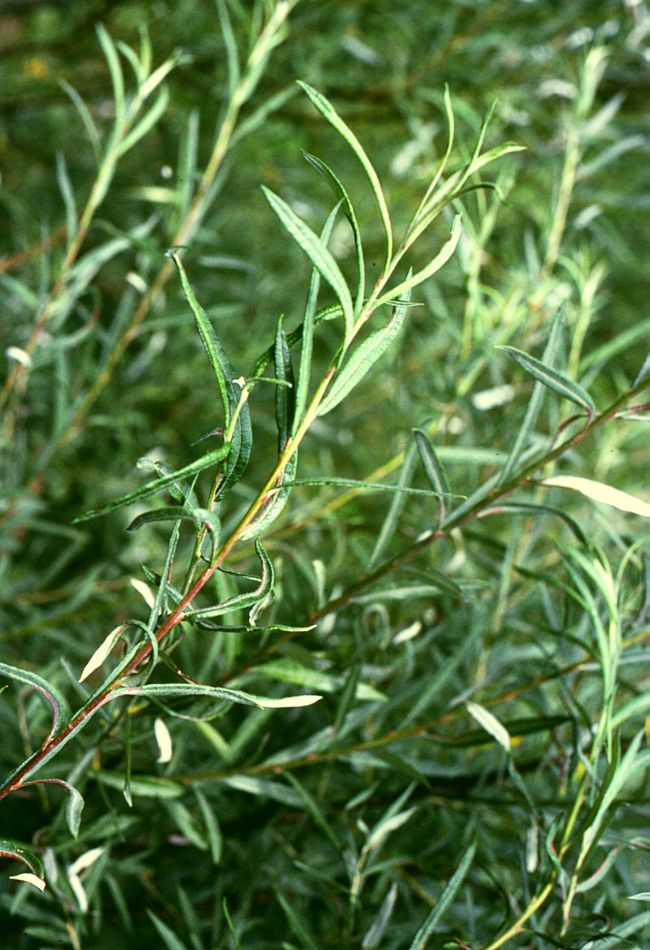
Hajtásai
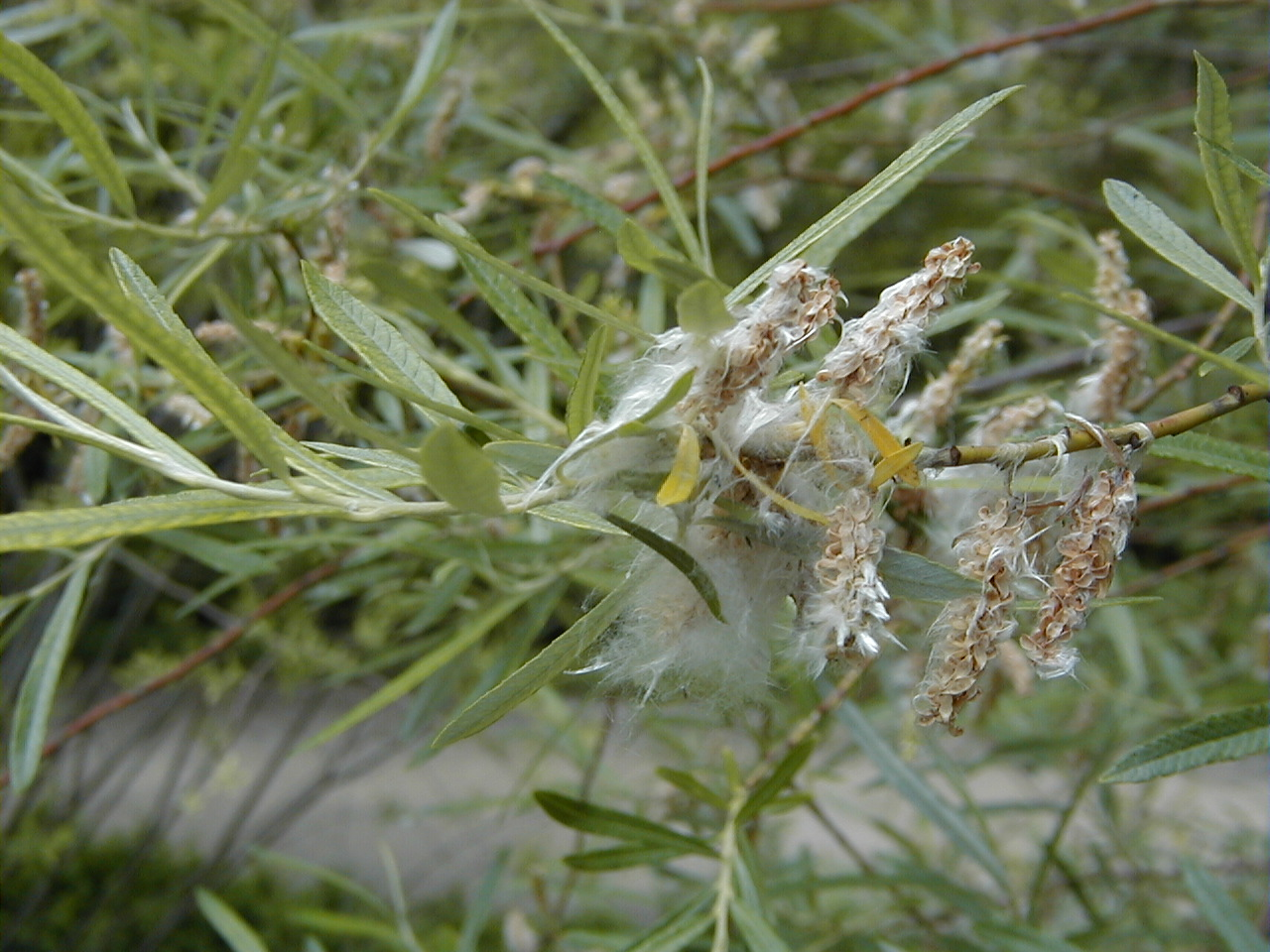
Termése